# Plaines d’inondation du Logone et les dépressions Toupouri
Die Plaines d’inondation du Logone et les dépressions Toupouri (‚Logone-Überschwemmungsebene und Toupouri-Niederung‘) sind ein Schutzgebiet der Ramsar-Konvention in den Provinzen Chari-Baguirmi, Mayo-Kebbi Est und Tandjilé im Südwesten der Republik Tschad.

## Lage
Das Schutzgebiet liegt an der Grenze zu Kamerun, grenzt im Nordwesten an den Grand Yaeres und umfasst eine Fläche von 2.978.900 Hektar. Es wurde am 14. November 2005 zu einem Feuchtgebiet von internationaler Bedeutung erklärt und unter den Schutz der Konvention gestellt. Die größten Städte im Schutzgebiet sind Bongor, Laï, Kélo, Gounou Gaya und Fianga.

## Geografie
Die Überschwemmungsebenen des Flusses Logone erstrecken sich, von Ost nach West, von den Nebenflüssen des Schari, dem Ba-Illi und Dimlik, bis zu den Flüssen und Seen in der Toupouri-Niederung, dem Tikem-, N’gara-, Fianga-See und dem Fluss Mayo Kebbi, im Tschad als Kabia bekannt. All diese Fließgewässer erhalten während der Hochwassersaison des Logone über die Feuchtgebiete den Großteil ihrer Wassermassen. Von Süd nach Nord dehnen sich die Überflutungsareale vom Zusammenfluss des Pendé mit dem Logone Occidental (Mbéré) bis zum Grand Yaeres aus. Diese hydrologisch hochdynamische Region hat eine besondere Bedeutung für die Befüllung eines überregional bedeutenden Grundwasserleiters im Tschadbecken, des Continental Terminals, der sich bis zu den Oasen von Bilma ausdehnt. Die Böden in den Feuchtgebieten sind größtenteils alluviale Ablagerungen, die aus einer Vielzahl von unterschiedlichen geologischen Schichtungen bestehen und durch die Erosion aus dem umliegenden Gebirgsgürtel des Hochlands von Adamaua, Mandara-Gebirges und Yade-Massivs abgetragen wurden.
Erwähnenswert ist auch, dass dieses Feuchtgebiet eine Schnittmenge zwischen dem Schari- und dem Niger-Einzugsgebiet ist. Das bedeutet, dass der Logone bei Hochwasser zum Teil über den Tschad-See hinaus den Niger mitversorgt.

## Klima
Das Klima der Region ist gekennzeichnet durch den Wechsel von zwei Jahreszeiten, der Regenzeit von April/Mai bis Oktober und der Trockenzeit von November bis März/April. Die Niederschlagsmengen sind abhängig von der Intensität des westafrikanischen Monsuns. Der Jahresniederschlag liegt zwischen 600 mm im Norden und bis zu 1000 mm im Süden der Region.

## Ökologie

### Flora
Die verschiedenen Lebensraumtypen der Überschwemmungsebene weisen eine hohe biologische Vielfalt auf. Sie lassen sich zusammenfassend als Auengebiete, Seen, große Teiche, Tümpel und saisonale Sümpfe beschreiben. Diese Flussökosysteme lassen eine Vegetation gedeihen, die sich als Sahel-Sudan-Savannen im Norden und als Sudan-Guinea-Savannen im Süden beschreiben lässt. Diese Übergänge in der Vegetationsbedeckung hängen von der Bodenart und den Isohyeten (Niederschlagsmenge) ab. Je nachdem, wie groß die überflutete Fläche ist, entwickelt sich ein ausgedehntes Auengebiet in den Savannengebieten. Die Entwicklung dieses speziellen Vegetationstyps ist abhängig von der Höhe und Dauer des Hochwassers. Dieses muss eine Höhe von mehr als einem Meter erreichen und eine Dauer von mehr als 2–3 Monaten haben. Nach dem Rückgang des Hochwassers verschwinden diese Auengebiete zugunsten der typischen sumpfigen Wiesen der Feuchtgebiete, in denen die Gräser der Gattung Andropogon dominant sind. Bäume aus den Gattungen Combretum, Terminalia und Ficus wachsen in diesen Feuchtgebieten. In den höher gelegenen Gebieten wechselt die Vegetation zu einer bewaldeten Sudan-Savanne, in der Bäume wie Khaya senegalensis, Bombax costatum und Butyrospermum paradoxum wachsen.

### Fauna
Eine Fülle von Wasservögeln wie der Rötelpelikan (Pelecanus rufescens), der Kronenkranich (Balearica pavonina) und die Sporngans (Plectropterus gambensis) kommen in diesen Gebieten vor. Eine statistische Erhebung im Januar und Februar 1999 zählte 30.256 Wasservögel aus 89 Arten. Eine kaum überschaubare Vielzahl von Süßwasserfischen kommt in diesem Gebiet vor. Afrikanische Knochenzüngler (Heterotis niloticus), Hydrocynus forskahlii, Nilbarsche (Lates niloticus), Labeo senegalensis sind unter anderen beliebte Speisefische.